# Stanisław Niewiadomski (poeta)
Stanisław Niewiadomski (ur. 18 marca 1900 w Warszawie, zm. 20 maja 1990 tamże) – polski poeta, pedagog, pisarz i plastyk okresu powojennego; przez całe życie związany z rodzimym miastem – Warszawą. Powstaniec warszawski, ps. „Krzycki”, „Jerzy”.

## Życiorys
Był synem Romana (1861–1944) i Józefy (1861–1934). Dzieciństwo spędził w Warszawie, gdzie ukończył Gimnazjum Konopczyńskiego. W czasie I wojny światowej przebywał w Rosji. Po służbie wojskowej w latach 1918–1919, ukończył studia na Uniwersytecie Warszawskim i podjął pracę nauczyciela.
W czasie II wojny światowej prowadził tajne nauczanie. W powstaniu warszawskim walczył w batalionie Bełt, gdzie był szefem 1. kompanii. Po powstaniu wyszedł z Warszawy wraz z ludnością cywilną. W latach 1961–1975 pracował jako nauczyciel języka polskiego w II Liceum Ogólnokształcącym im. Stefana Batorego, a także pisał poezje i książki.

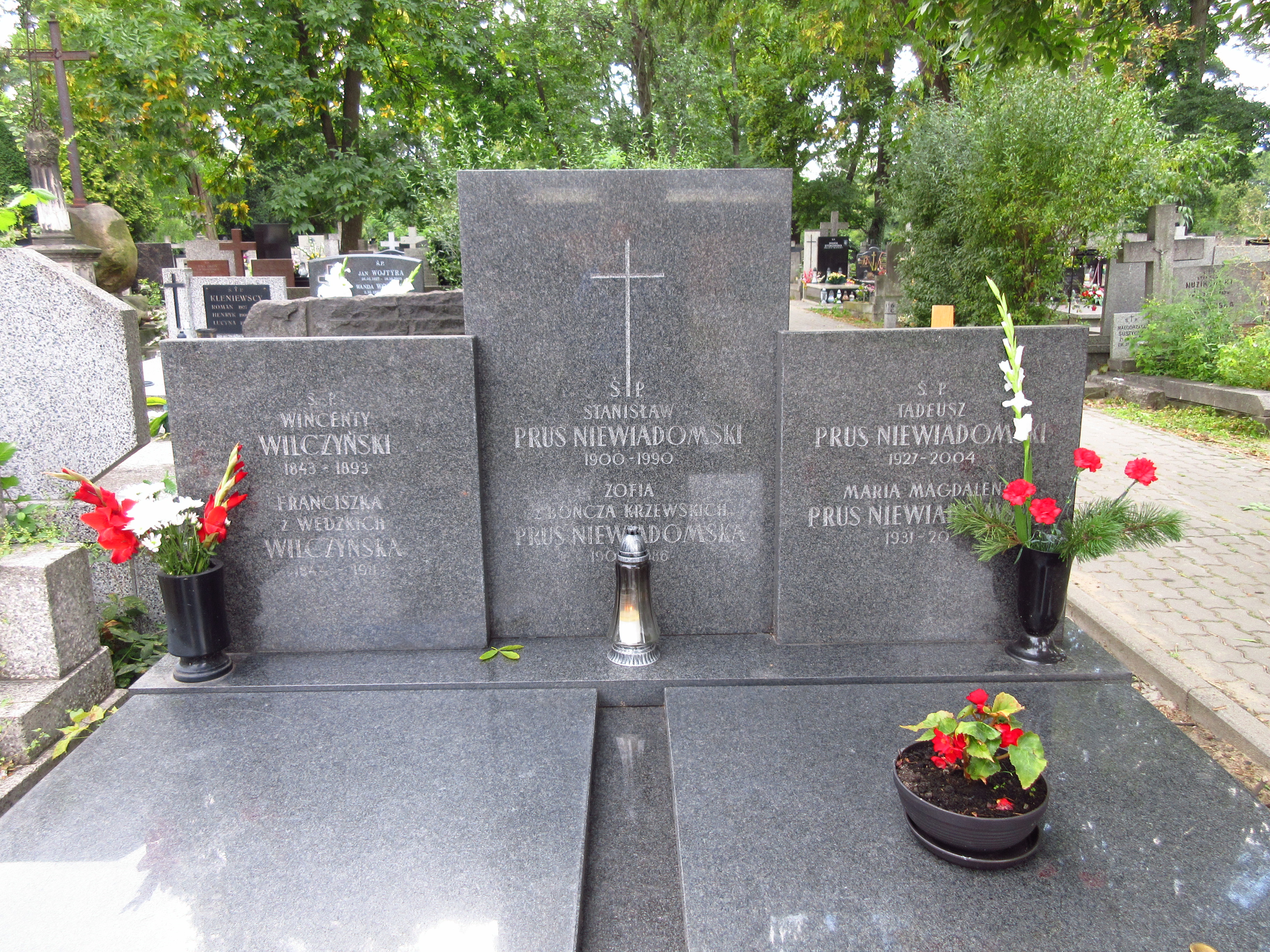
Grób Stanisława Niewiadomskiego na Cmentarzu Bródnowskim.

Spory wpływ na pisarstwo Niewiadomskiego mieli Leopold Staff, Antoni Słonimski i Kazimierz Wierzyński, z którym przez pewien okres prowadził zażyłą korespondencję. Warszawski poeta w swoich wierszach opisywał często doświadczenia związane z I i II wojną światową; dotykał zwłaszcza tematyki powstania warszawskiego oraz kwestii powojennych „błędów i wypaczeń”, które starał się przezwyciężyć również jako pedagog szkolny. W dorobku Niewiadomskiego znajdują się także wiersze patriotyczne, ody religijne, utrzymane w stylistyce młodopolskiej impresje poetyckie, a nawet wznawiane bajki dla dzieci. Szczególnie cenne okazują się być cykle sonetów klasycznych.
Do najbardziej znanych książek Niewiadomskiego należą: Na leśnych bezdrożach (1956) i Warszawa jakiej nie ma (1988), w której znajduje się wiele wspomnień autora, głównie z czasów przedwojennych, jak i samej wojny.
Był ciotecznym wnukiem Wojciecha Gersona, jego ciotką była Cecylia Niewiadomska. Miał żonę Zofię i córkę Marię. 
Pochowany na cmentarzu Bródnowskim (kwatera 4B-3-30).

## Wybrane publikacje
- Stanisław Niewiadomski, Na leśnych bezdrożach, Iskry, Warszawa 1956
- Stanisław Niewiadomski, Warszawa jakiej nie ma, Państwowy Instytut Wydawniczy, Warszawa 1988 ISBN 83-06-01615-7
- Stanisław Niewiadomski, Rok 1920: zapiski kanoniera, Wydawnictwo „Anagram”, Warszawa 2001 ISBN 83-86086-61-0
- Stanisław Niewiadomski, Wiersze, Wydawnictwo Fundacja Sztuki na rzecz „Integracji”, Warszawa 2001 ISBN 83-86964-43-X